# 李羲一
李羲一（1918年—？），男，朝鲜族，黑龙江人，中国政治人物，曾任延边大学党委书记、革委会主任，第五、六届全国政协委员。